# Alonso Pérez de Guzmán el Bueno y Marañón
Alonso Pérez de Guzmán el Bueno y Marañón   (Madrid, c. 1637 - Madrid, 27 d'agost de 1708) va ser un noble, militar i polític castellà.
Va néixer vers 1637, fill natural de Gaspar Alonso Pérez de Guzmán el Bueno, novè duc de Medina-Sidonia, i de Margarita Marañón Ibarra, veïna de Madrid i morta religiosa en el convent de la Mare de Déu de Sanlúcar de Barrameda. Al llarg de la seva vida va ostentar diversos càrrecs: va ser quatralbo de les galeres d'Espanya, governador de la província de Cusco al Perú, capità general de les galeres de Sardenya, a més de lloctinent del regne de València, de 1695 a 1700 en substitució del marquès de Castel-Rodrigo, fins que va cessar a la mort de Carles II.
Altrament, va ser comanador de Tocina i va ocupar les batllies de Lora i del Sant Sepulcre, com a cavaller de l'orde de Sant Joan de Jerusalem. Va gaudir dels honors dels grans d'Espanya per haver tingut la dignitat de Gran Prior de Castella i Lleó del mateix orde.
Va assistir a la jura de Felip V a San Jerónimo el Real el 8 de maig de 1701. Va morir a Madrid amb més de 70 anys, el 27 d'agost de 1708.